# أندريا داميكو
أندريا داميكو (بالإيطالية: Andrea D'amico)‏ هو لاعب كرة قدم إيطالي، ولد في 17 مايو 1989 في قطانية في إيطاليا. لعب مع نادي ريجيانا 1919 ونادي كاتانيا.

## وصلات خارجية
- أندريا داميكو على موقع إي إس بي إن إف سي (الإنجليزية)
- أندريا داميكو على موقع قاعدة بيانات كرة القدم.إي يو (الإنجليزية)
- أندريا داميكو على موقع عالم كرة القدم.نت (الإنجليزية)